# Firebirds (anthologie)
Pour les articles homonymes, voir Firebirds (homonymie).
Firebirds: An Anthology of Original Fantasy and Science Fiction est un recueil de nouvelles pour jeunes adultes, écrites par des auteurs associés à Firebird Books, publié en 2003. 
L'anthologie est éditée par l'écrivaine américaine Sharyn November. En 2004, l'American Library Association a inclus Firebirds dans sa liste des meilleures fictions pour jeunes adultes.
Firebirds a eu deux suites : Firebird Rising (2006), finaliste du World Fantasy Award, et Firebirds Soaring (2009).

## Contenu
- Introduction de Sharyn November
- Cotillion de Delia Sherman
- The Baby in the Night Deposit Box de Megan Whalen Turner
- Beauty de Sherwood Smith
- Mariposa de Nancy Springer
- Max Mondrosch de Lloyd Alexander
- The Fall of Ys de Meredith Ann Pierce
- Medusa de Michael Cadnum
- The Black Fox de Emma Bull (adaptation) et Charles Vess (illustration)
- Byndley de Patricia A. McKillip
- The Lady of the Ice Garden de Kara Dalkey
- Hope Chest de Garth Nix
- Chasing the Wind de Elizabeth E. Wein
- Little Dot de Diana Wynne Jones
- Remember Me de Nancy Farmer
- Flotsam de Nina Kiriki Hoffman
- The Flying Woman de Laurel Winter